# 岩田富美夫
岩田 富美夫（いわた ふみお、1891年10月27日 - 1943年7月6日）は、大正・昭和期に活躍した右翼活動家。東京・牛込出身。

## 略歴
1915年（大正4年）に日本大学を中退し、陸軍の特務機関の下で諜報活動を行うため、中国の山東省に渡る。
上海で北一輝と知り合い、その子分となる。北と共に帰国し、国家主義運動に従事。
1920年（大正9年）4月 実業家 辻嘉六の協力のもと荒巻退助、樋口喜八郎、中村浩太らと共に大化会を結成し、その年の暮れには大杉栄の遺骨を強奪している。
1932年（昭和7年）には、やまと新聞社長となる。
1933年（昭和8年）12月、内妻であった松下南枝子が死去。追善麻雀を開帳して、1934年（昭和9年）3月に参加していた文壇や画壇の名士らとともに警視庁に検挙される。
1936年（昭和11年）の二・二六事件では、西田税を匿ったことでも知られる。
1943年（昭和18年）に死去し、大化会も解散した。